# Barum (azienda)

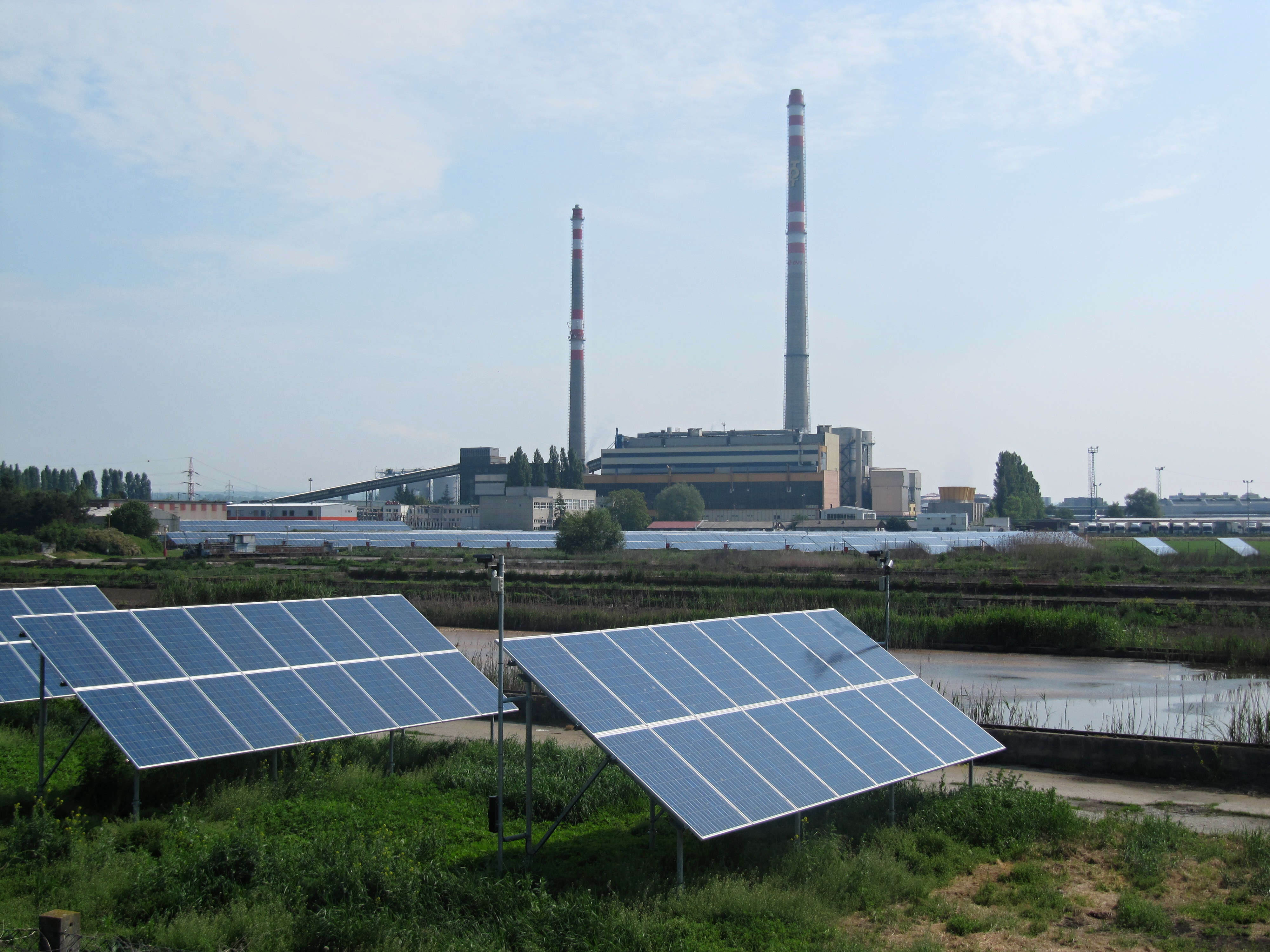
Barum, Otrokovice

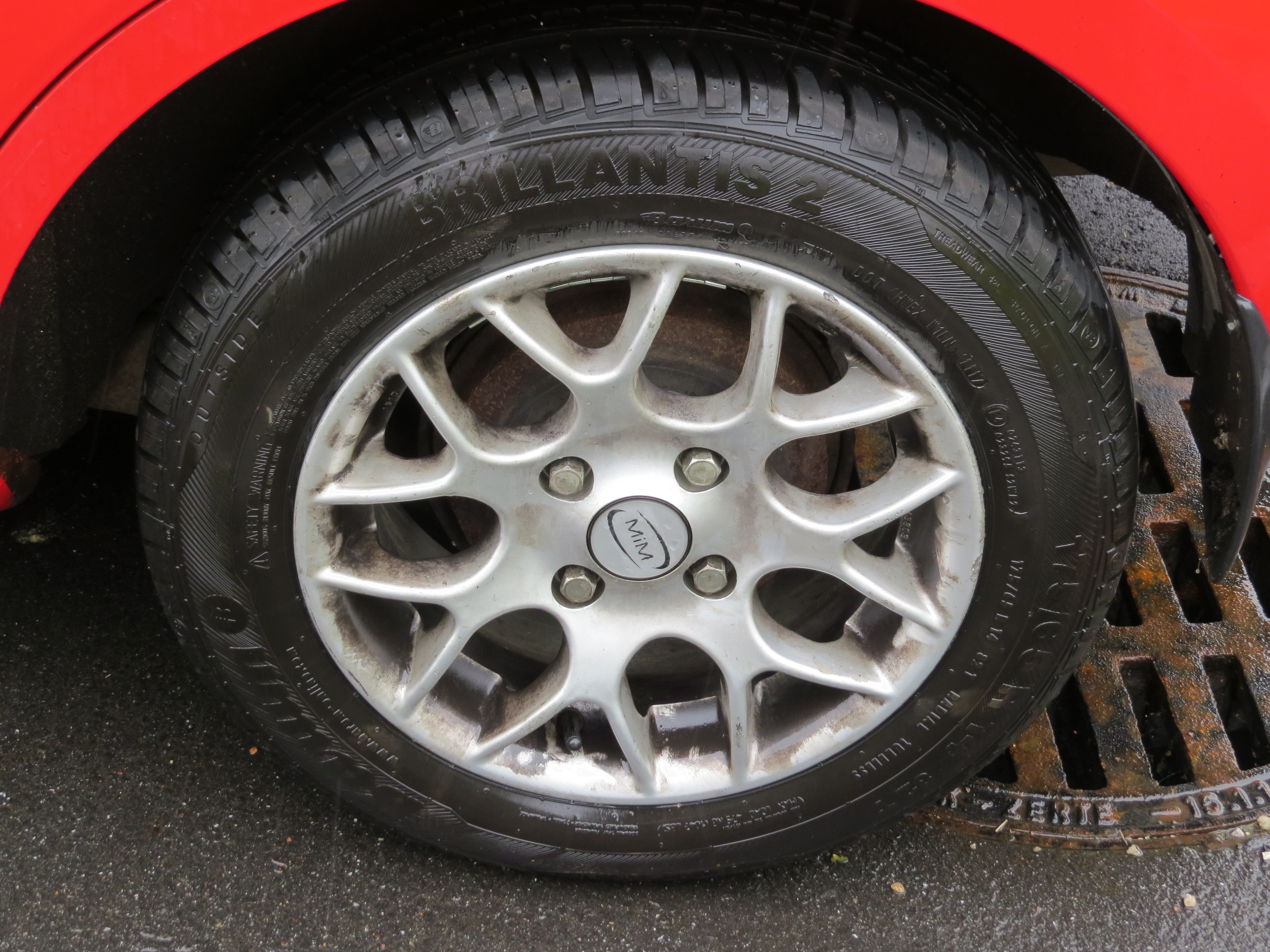
Barum Brillantis 2 175/65 R 14 (2017)

La Barum è un'azienda produttrice di pneumatici con sede a Otrokovice in Repubblica Ceca e fa parte del gruppo Continental AG.

## Storia
La Barum è stata fondata nel 1924 come fabbrica di suole per scarpe e nel 1934 incominciò la produzione di pneumatici.
L'azienda è anche impegnata nelle competizioni sportive, e dagli anni '70 organizza il Barum Czech Rally.
Nel 1992 è entrata a far parte del gruppo tedesco Continental AG consolidando ulteriormente l'attività di produzione degli pneumatici.